# حليب منزوع الدسم

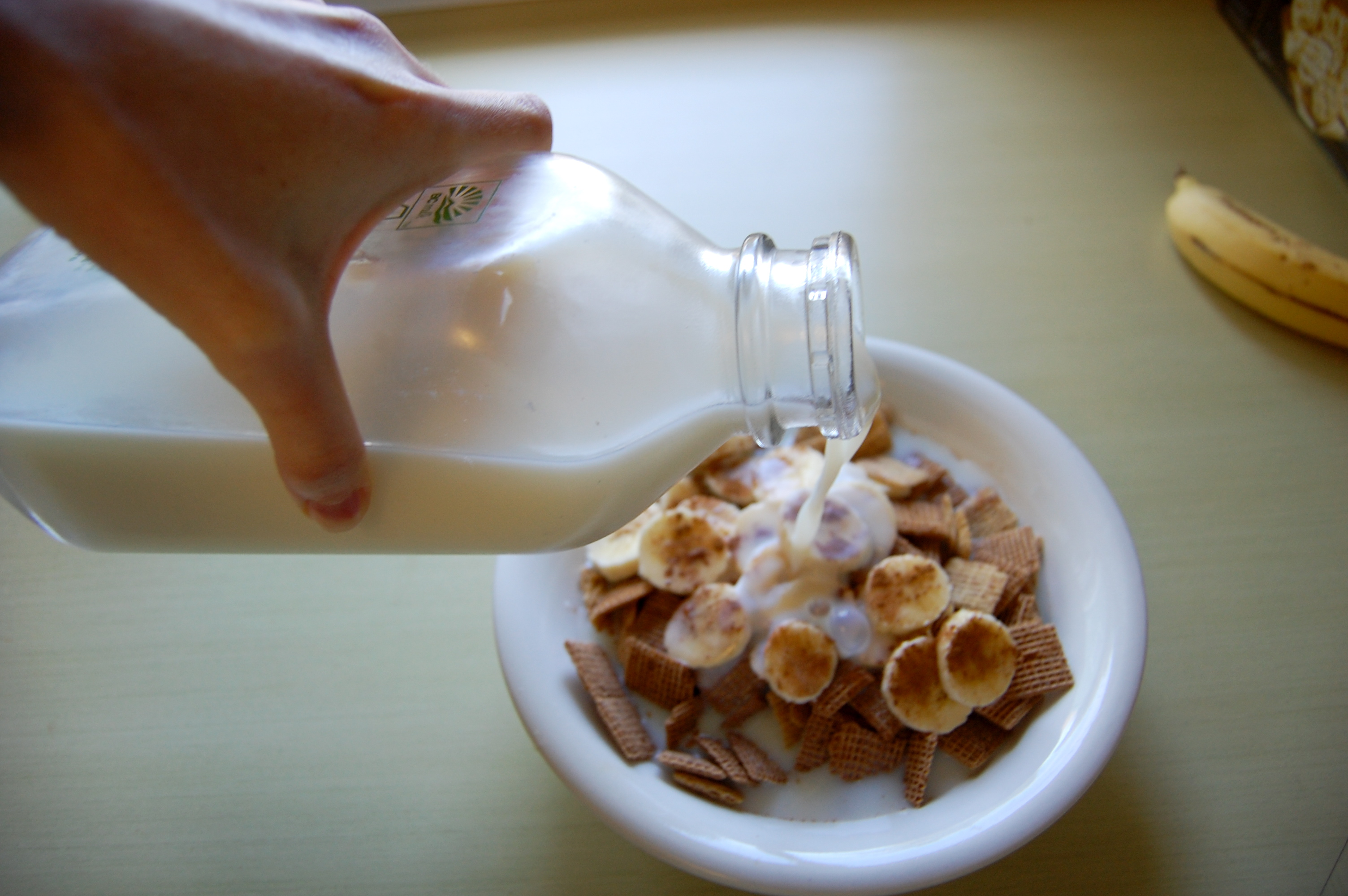

الحليب منزوع الدسم أو الحليب خالي الدسم هو الحليب المخلى من القشدة أو الدسم - بخلاف الحليب كامل الدسم.